# 濱田龍臣
濱田 龍臣（はまだ たつおみ、2000年8月27日 - ）は、日本の俳優。
千葉県市川市出身。テイクオフ / フォースプリングス所属。

## 略歴
- 子役出身で、大河ドラマ『龍馬伝』で坂本龍馬の幼少役や実写版『怪物くん』で市川ヒロシ役を演じたことで注目された。
- 2010年10月、「ゴールド ドリーム アワード 2010」で金の卵賞を受賞[2]。
- 2017年、特撮テレビドラマ『ウルトラマンジード』で主人公・朝倉リクを演じた[3]。
- 2026年放送予定の大河ドラマ『豊臣兄弟!』で斎藤龍興役に選ばれ、16年ぶりに大河ドラマ出演を果たす[4]。

## 人物
- 市川市立二俣小学校、市川市立高谷中学校卒業。
- 趣味・特技はサッカー、レゴ集め、将棋[2]、けん玉、ガチャピンの顔モノマネ[5]。
- マグロが好物で[5]、『はなまるマーケット』の「はなまるカフェ」（2011年5月5日放送）出演時におめざとして、くら寿司のマグロの握りをリクエストするほど[6]。
- 好きな勉強は漢字の書き取り。「豪放磊落」などの難しい字が書ける。魚へんの漢字の読みも得意[5]。
- 2011年8月下旬より放送されたダンロップのCM「タイムトラベル未来篇」に福山雅治と出演し、2010年の大河ドラマ『龍馬伝』で坂本龍馬を演じた2人が初めて共演することとなった[7]。
- 14歳年下の弟が1人いる。
- 幼少期の夢は「ウルトラマンになること」であり、ウルトラシリーズの大ファンでもあることを公表している。9歳当時に2010年の映画『ウルトラマンゼロ THE MOVIE 超決戦!ベリアル銀河帝国』でサブキャラクターのナオ役としての出演を経て、2017年のテレビシリーズ『ウルトラマンジード』でウルトラマンジードに変身する朝倉リク役として主演が決まった際には、16歳で夢が叶ったことに喜びを表している[3]。
- 幼少期は『ウルトラマンネクサス』、『ウルトラマンマックス』、『ウルトラマンメビウス』をリアルタイムで見ており[8]、DVDでは『ウルトラマンコスモス』を観ていた[9]。
- 一番好きなウルトラマンはウルトラマンジャスティスであり、『ウルトラマンコスモスVSウルトラマンジャスティス THE FINAL BATTLE』のDVDを何回も繰り返し観ていた[9]。また、『ウルトラマンフェスティバル2017』でのトークライブでは、ウルトラセブンとウルトラマンジャスティスのフュージョンライズ（変身）をしてみたいという発言をしている。

## 出演

### テレビドラマ
- 熟年離婚回避SP2（2006年、フジテレビ） - 義之 役
- まるまるちびまる子ちゃん（2007年4月19日 - 2008年2月28日、フジテレビ） - 杉浦とくぞう（とくちゃん）役
- 世にも奇妙な物語 2008年 春の特別編「日の出通り商店街 いきいきデー」（2008年4月2日、フジテレビ） - 大二郎（幼少）役
- 大河ドラマ（NHK） 
  - 龍馬伝（2010年） - 坂本龍馬（幼少）役
  - 豊臣兄弟!（2026年〈予定〉） - 斎藤龍興 役[10]
- ヤマトナデシコ七変化 第8話（2010年3月5日、TBS） - 森井蘭丸（幼少）役
- 怪物くん（2010年4月17日 - 6月12日、日本テレビ） - 市川ヒロシ 役
- 崖っぷちのエリー〜この世でいちばん大事な「カネ」の話〜（2010年7月9日 - 9月3日、朝日放送・テレビ朝日） - タケル 役
- 検事・鬼島平八郎（2010年10月 - 12月、朝日放送・テレビ朝日） - 鬼島涼 役
- 黄金の豚-会計検査庁 特別調査課- 第5話 （2010年11月17日、日本テレビ） - 手塚マルオ 役
- NHK正月時代劇 隠密秘帖（2011年1月1日、NHK） - 神谷又十郎 役
- スペシャルドラマ 熱中時代（2011年4月9日、日本テレビ） - 転校生 役
- ネプチューンの超体験!タイムワープ旅行社 〜時間旅行で江戸時代へ〜（2012年6月5日、日本テレビ） - 安藤慎一郎 役
- 浪花少年探偵団（2012年7月2日 - 9月17日、TBS） - 田中鉄平 役
- ドラマW 尾根のかなたに 〜父と息子の日航機墜落事故〜（2012年10月7日、14日、WOWOW） - 上杉弘樹（13歳） 役
- コドモ警視 第7 - 最終話（2013年3月5日、12日、19日、26日、毎日放送） - 鳴海瞬 役
- 相棒 season13 第2話（2014年10月22日、テレビ朝日） - 高宮優 役
- プレミアムドラマ だから荒野（2015年1月11日 - 3月1日、NHK BSプレミアム） - 森村優太 役
- 京都人情捜査ファイル 第1話（2015年4月30日、テレビ朝日） - 藤川駿 役
- 連続ドラマW 夢を与える（2015年5月 - 6月、WOWOW） - 多摩 役
- 表参道高校合唱部! 第2話（2015年7月24日、TBS） - 谷俊介 役
- 一路 第6回（2015年9月4日、NHK BSプレミアム） - 内藤志摩守 役
- OUR HOUSE（2016年5月22日、フジテレビ） - 須磨省吾 役
- 模倣犯（2016年9月21・22日、テレビ東京） - 塚田真一 役[11]
- キャリア〜掟破りの警察署長〜 第1話（2016年10月9日、フジテレビ） - 藤堂保 役
- 流星放送局〜ふたご座流星群LIVE〜番組内連作ショートドラマ「スマホ」（2016年12月13日、BSジャパン）
- ウルトラシリーズ（テレビ東京） - 朝倉リク 役
  - ウルトラマンジード（2017年7月8日 - 12月23日） - 主演[3]
  - ウルトラマン ニュージェネレーションクロニクル（2019年1月5日、6月29日）
  - ウルトラマンクロニクル ZERO&GEED（2020年1月11日 - 6月13日） - 主演
  - ウルトラマンZ 第6・7・15話（2020年7月25日、8月1日、10月3日）[12]
  - ウルトラマン クロニクルD 第14話（2022年4月30日）
  - ウルトラマン ニュージェネレーション スターズ（2023年5月20日・27日・2025年5月3日・10日）
- モブサイコ100（2018年1月19日 - 4月6日、テレビ東京） - 主演・影山茂夫 役[13]
- 花のち晴れ〜花男 Next Season〜（2018年4月17日 - 6月26日、TBS） - 平海斗 役[14]
- ショートドラマ 小夏日和（2019年7月7日 - 、関西テレビ） - 日和 役[15]
- 死役所 第9話（2019年12月12日、テレビ東京） - 寺井恭平 役
- 福岡放送開局50周年スペシャルドラマ「天国からのラブソング」（2020年3月15日・福岡放送、2020年3月20日・BS日テレ） - 主演・光井天星 役[16]
- 遺留捜査 第6シリーズ 第7話（2021年2月25日、テレビ朝日） - 掛川春人 役
- 福岡恋愛白書17「おはようマドンナ」（2022年3月18日、KBC） - 主演・小林悠 役
- インビジブル 第2話（2022年4月22日、TBS） - 井波海人 役
- 武士が、マックで店員になった件。（2022年5月18日 - 6月1日、関西テレビ） - 主演・太田信中 役[17]
- オクトー 〜感情捜査官 心野朱梨〜 第8・9話（2022年8月25日・9月1日、読売テレビ） - 戸田大和 役
- 科捜研の女 2022 Season22 第4話（2022年11月8日、テレビ朝日） - 連城源 役[18]
- 育休刑事 第2話（2023年4月25日、NHK総合・NHK BS4K） - 神山祐 役[19]
- ケイジとケンジ、時々ハンジ。 第4話（2023年5月4日、テレビ朝日） - 三鷹蒼 役
- バイバイ、マイフレンド（2023年5月10日 - 31日、フジテレビ） - 成田悟 役[20]
- 連続テレビ小説 らんまん（2023年8月31日 - 9月29日、NHK）- 山元虎鉄 役[21]
- Believe-君にかける橋-（2024年4月25日 - 6月20日、テレビ朝日） - 野口ヒロト 役[22]
- GO HOME〜警視庁身元不明人相談室〜 第4話（2024年8月3日、日本テレビ） - 葉山聡 役[23]
- サバエとヤッたら終わる（2024年8月12日 - 9月30日、TOKYO MX） - 主演・宇治 役
- アイシー〜瞬間記憶捜査・柊班〜 第7話・第8話（2025年3月4日・11日、フジテレビ） - 進藤大地 役[24]
- 大追跡〜警視庁SSBC強行犯係〜 第5話（2025年8月6日、テレビ朝日） - 浜田響 / 稲城純一 役（二役）[25]

### 映画
- 必死剣 鳥刺し（2010年7月10日公開、東映） - 鳥刺しの少年 役
- ウルトラシリーズ（松竹）
  - ウルトラマンゼロ THE MOVIE 超決戦!ベリアル銀河帝国（2010年12月23日公開） - ナオ 役
  - 劇場版 ウルトラマンジード つなぐぜ! 願い!!（2018年3月10日公開） - 主演・朝倉リク 役[26]
  - 劇場版 ウルトラマンR/B セレクト! 絆のクリスタル（2019年3月8日公開） - 朝倉リク 役[27]
  - 劇場版 ウルトラマンタイガ ニュージェネクライマックス（2020年8月7日公開） - 朝倉リク 役[28]
- 少年マイロの火星冒険記3D（2011年4月23日公開、ウォルト・ディズニー・スタジオ） - 主人公・マイロ 役（声優）
- 皆既日食の午後に（ショートショートフィルムフェスティバルアジア2011、ミュージックshort部門特別製作作品） - ナツヲ 役
- 映画 怪物くん（2011年11月26日公開、東宝） - 市川ヒロシ / カー王子 役
- チベット犬物語 〜金色のドージェ〜（2012年1月7日公開、マッドハウス） - 主人公・テンジン 役（声優）
- 海賊戦隊ゴーカイジャーVS宇宙刑事ギャバン THE MOVIE（2012年1月21日公開、東映） - 幼いマーベラス 役
- HOME 愛しの座敷わらし（2012年4月28日公開、東映） - 高橋智也 役
- BRAVE HEARTS 海猿（2012年7月13日公開、東宝） - 池永俊介 役
- きいろいゾウ（2013年2月2日公開、ショウゲート） - 星野大地 役
- ガッチャマン（2013年8月24日公開、東宝） - 大月甚平 役
- ハイヒール革命!（2016年9月17日公開） - 少年時代の真境名ナツキ 役[29]
- HIGH＆LOW THE RED RAIN（2016年10月8日公開、松竹） - 雨宮尊龍（少年期） 役
- 疾風ロンド（2016年11月26日公開、東映） - 栗林秀人 役[30]
- ブレイカーズ（ショートショートフィルムフェスティバルアジア2018） - 祐太 役
- 記憶にございません!（2019年9月13日公開、東宝） - 黒田篤彦 役[31]
- 記憶屋（2020年1月17日公開、松竹） - 関谷要 役[32]
- ブレイブ 群青戦記（2021年3月12日公開、東宝） - 吉元萬次郎 役[33]
- ハニーレモンソーダ（2021年7月9日公開、松竹） - 高嶺友哉 役[34]
- 蜜月（2022年3月25日公開予定・公開中止） - 加納伊織 役
- 突撃！隣のUFO（2023年2月3日公開、リバートップ）[35]
- ベイビーわるきゅーれ 2ベイビー（2023年3月24日公開、渋谷プロダクション） - まこと 役[36]
- パーフェクト・シェアハウス（2025年3月15日公開、EternalWind Factory） - 主演・遣都 役（佐々木ありさとW主演）[37][38]
- 青春ゲシュタルト崩壊（2025年6月13日、ナカチカピクチャーズ） - 間宮夕利 役[39][40]

### Webドラマ
- 1ページの恋（2019年2月18日 - 3月25日、AbemaTV） - 乾大和 役
- ウルトラギャラクシーファイト ニュージェネレーションヒーローズ（2019年） - ウルトラマンジードの声 役[41]
- ウルトラギャラクシーファイト 運命の衝突（2021年 - 2022年） - ウルトラマンジードの声 役
- Naokiman HORROR SHOW「オンタキサン」（2023年8月19日、DMM TV） - 正敏 役[42]
- 七夕の国（2024年7月4日 - 8月8日、ディズニープラススター）[43]
- 冥黒の黙示録 ラケシス（2025年4月6日、東映特撮ファンクラブ） - 銅神デュポン / ドクターマルガム 役[44]

### バラエティ
- くりぃむクイズ ミラクル9（テレビ朝日）（不定期）

### テレビアニメ
- スティッチ! 〜ずっと最高のトモダチ〜 第67話「スティッチ、ピーターパンになる!」（2010年10月12日、テレビ朝日） - 濱田くん 役
- とちスペ「トライ 〜難病ALSと向き合って〜」（2017年6月9日、NHK宇都宮放送局） - 上原和生 役

### ドキュメンタリー
- ぼくたちのアース〜オーストラリア 奇跡の出会い旅〜（2012年9月17日、RKB毎日放送製作、TBS系）
- 学ぼうBOSAI「東日本大震災 被災者に学ぶ」（2014年5月29日 - 2015年3月12日、NHK Eテレ）
- チバジン what a beautiful life（2024年1月1日、千葉テレビ）[45]

### CM
- 大塚製薬「オロナミンC」（2008年）
- デンツプライ三金（2008年）
- 花王「健康エコナ クッキングオイル・ドレッシング」（2009年）
- ヤマザキパン「ダブルソフト」（2010年）
- 東京電力「Switch!」（2010年 - 2011年）
- 任天堂「ポケットモンスター ブラック・ホワイト」（2010年）
- 日本テレビ「春のキャンペーン」（2011年）
- ライオン（2011年 - ）
  - 「ルック まめピカ」
  - 「トップ プラチナクリア」
  - 「ルック お風呂の防カビくん煙剤」
- 東洋水産「マルちゃんカップ麺」『四季物語』（2011年）
- ダンロップ「DSX-2」 （2011年 - 2012年）
- バンダイ「バトルブレイク」（2011年）
- 小学館「NOBELU -演-」（波田ノベル 役、声の出演）（2013年）
- バンダイ「DXジードライザー」（2017年）
- バンダイ「金のウルトラカプセルキャンペーン」（2017年）
- バンダイ「DXジードクロー」（2017年）
- アンファー「スカルプDまつ毛美容液」（1ページの恋・理沙編、2019年2月-3月）

### 舞台
- Rody Musical（2010年8月2日 - 6日）主演・ロディ 役
- 大地(Social Distancing Version)（2020年7月1日 - 8月8日、PARCO劇場 / 8月12日 - 23日、サンケイホールブリーゼ） - ミミンコ 役[46][47]
- オレステスとピュラデス（2020年11月28日 - 12月13日、KAAT神奈川芸術劇場） - 主演・ピュラデス 役 ※鈴木仁とW主演
- KUNIO10『更地』（2021年10月9日 - 10日、京都芸術劇場 春秋座 / 10月30日、りゅーとぴあ新潟市民芸術文化会館 劇場 / 11月7日 - 14日、世田谷パブリックシアター）[48]
- ようこそ、ミナト先生（2022年6月4日 - 19日、新国立劇場 中劇場 / 2022年6月29日 - 7月3日、梅田芸術劇場 メインホール） - 野村伊吹 役[49]
- ミュージカル「東京ラブストーリー」（2022年11月 - 12月、東京建物 Brillia HALL 他）- 主演・永尾完治 役[50]
- 神津恭介シリーズより『呪縛の家』（2023年8月26日 - 9月3日、サンシャイン劇場 / 9月16日・17日、キャナルシティ劇場 / 9月21日 - 24日、サンケイホールブリーゼ） - 松下研三 役[51]
- ビロクシー・ブルース（2023年11月3日 - 19日、シアタークリエ）- ユジーン 役
- 有頂天家族（2024年11月3日 - 11日、新橋演舞場 / 11月16日 - 23日、南座 / 11月30日・12月1日、御園座） - 主演・下鴨矢三郎 役 ※中村鷹之資とWキャスト[52]

### ラジオ
- 劇ラヂ！ライブ＠渋谷　「5月3日、西郷さんの前で」（2013年5月3日、NHKラジオ第1 / NHKワールド・ラジオ日本）[53]
- FMシアター 「トライ」（2016年11月26日、NHK-FM） - 主演・上原和生 役[54]
- Z-BOUNCE「Are you Rody♪」（2019年5月3日、FMヨコハマ） - コーナーゲスト[55]
- FMシアター 「オレンジ色は僕らの夢」（2022年2月26日、NHK-FM） - 主演・菅野陽太 役[56]

### ミュージック・ビデオ
- GReeeeN「僕らの物語」（2013年）
- Softly「あなたのことを想って指先でなぞる文字は」（2016年）[57]
- Twin-くるズ!!「最高⭐︎アイドロイド」（2020年） - 相内マコト 役[58]

### 玩具
- ウルトラマンジード DXジードクロー（2017年8月5日）
- ウルトラマンジード DXキングソード（2017年10月28日）
- ウルトラマンジード DXギガファイナライザー（2018年2月3日）
- ウルトラマンジード DXジードライザー 装填ナックル（2018年3月）
- ウルトラマンZ ウルトラゼットライザー -MEMORIAL EDITION-（2021年6月）
- ウルトラマンジード ウルトラレプリカ ジードライザー（2024年10月）
- DXアークキューブPremium ニュージェネレーションスターズセット02（2025年1月）
- サウンド×アクション 叫ぶ!ウルトラマンジード（2025年5月3日）

### その他
- 新京成電鉄（現・京成松戸線）駅自動放送 （2020年3月25日 - ） - 京成津田沼方面担当[59]

## 書籍

### 写真集
- 濱田龍臣パーソナルブック『たつおみ。』（2011年1月27日発売、学研パブリッシング）

## イベント
- 日テレ系ecoウィーク - キャンペーンパーソナリティ（2011年 - 2012年、日本テレビ）